# تشينيسيلي
تشينيسيلي (بالإيطالية: Ceneselli)‏ هي بلدية في مقاطعة رفيغة في منطقة فينيتو الإيطالية، وتقع على بعد 90 كيلومترًا (56 ميلًا) جنوب غرب مدينة البندقية، و35 كيلومترًا (22 ميلًا) غرب رفيغة.